# You Only Tell Me You Love Me When You’re Drunk
«You Only Tell Me You're Love Me When You're Drunk» (сокращается до «Drunk») - песня британской поп-группы Pet Shop Boys. В 2000 году она вышла синглом, который попал в верхнюю десятку британского музыкального чарта, достигнув 8-го места.

## Список композиций

### CD Parlophone (UK)
1. «Drunk» (Live) (2:34)
2. «Always On My Mind» (Live) (4:02)
3. «Being Boring» (Live) (6:46)

### CD (Remixes) Parlophone (UK)
1. «Drunk» (The T-Total Mix) (8:05)
2. «Drunk» (Brother Brown's Newt Mix) (9:52)
3. «Drunk» (Attaboy Still Love You When We're Sober Mix) (7:52)

## Высшие позиции в чартах
| Страна         | Высшая позиция |
| -------------- | -------------- |
| Великобритания | 8              |
| Германия       | 29             |
| Нидерланды     | 42             |
| Швеция         | 45             |
| Швейцария      | 74             |